# Islip (Oxfordshire)
Islip – wieś w Anglii, w hrabstwie Oxfordshire, w dystrykcie Cherwell. Leży 9 km na północ od Oksfordu i 85 km na północny zachód od Londynu. W 2001 miejscowość liczyła 617 mieszkańców.